# Епархия Синая
Епархия Синая (лат. Dioecesis Synaitana) — титулярная епархия Римско-Католической церкви.

## История
Античный римский город Синай, который сегодня идентифицируется с турецким городом Симав , находился в римской провинции Фригия Пакациана азиатского диоцеза. Город являлся в первые века христианства местом одноимённой епархии, которая входила в митрополию Лаодикии. В IX веке епархия Синая была присоединена к митрополии Иераполя Фригийского Константинопольского патриархата, в которую она, согласно Notitiae Episcopatuum входила до своего исчезновения в XIV веке.
C 1902 года епархия Синая является титулярной епархией Римско-Католической церкви.

## Епископы
- епископ Аравий (упоминается в 451 году);
- епископ Фроним (упоминается в 553 году);
- епископ Стефан (упоминается в 787 году);
- епископ Константин (упоминается в 869 году);
- епископ Сисинний (упоминается в 879 году);
- епископ Евсевий (упоминается в 879 году).
- епископ Исаак (упоминается в 1351 году).

## Титулярные епископы
- епископ Pellegrino Luigi Mondaini (13.01.1902 — 11.08.1930) — назначен титулярным архиепископом Русия;
- епископ Joannes van Cauwenbergh (19.12.1930 — 14.04.1950);
- епископ Жозеф-Мари Чинь Ньы Кхюэ (18.04.1950 — 24.11.1960) — назначен архиепископом Ханоя;
- епископ Leo-Karel Jozef De Kesel (28.12.1960 — 3.08.2001);
- вакансия.

## Источник
- Pius Bonifacius Gams, Series episcoporum Ecclesiae Catholicae, Leipzig 1931, стр. 446  (лат.)
- Michel Lequien, Oriens christianus in quatuor Patriarchatus digestus, Parigi 1740, Tomo I, coll. 813—814  (лат.)
- La voce Synaus, Catholic Encyclopedia  (англ.)